# ベイク&シャーク

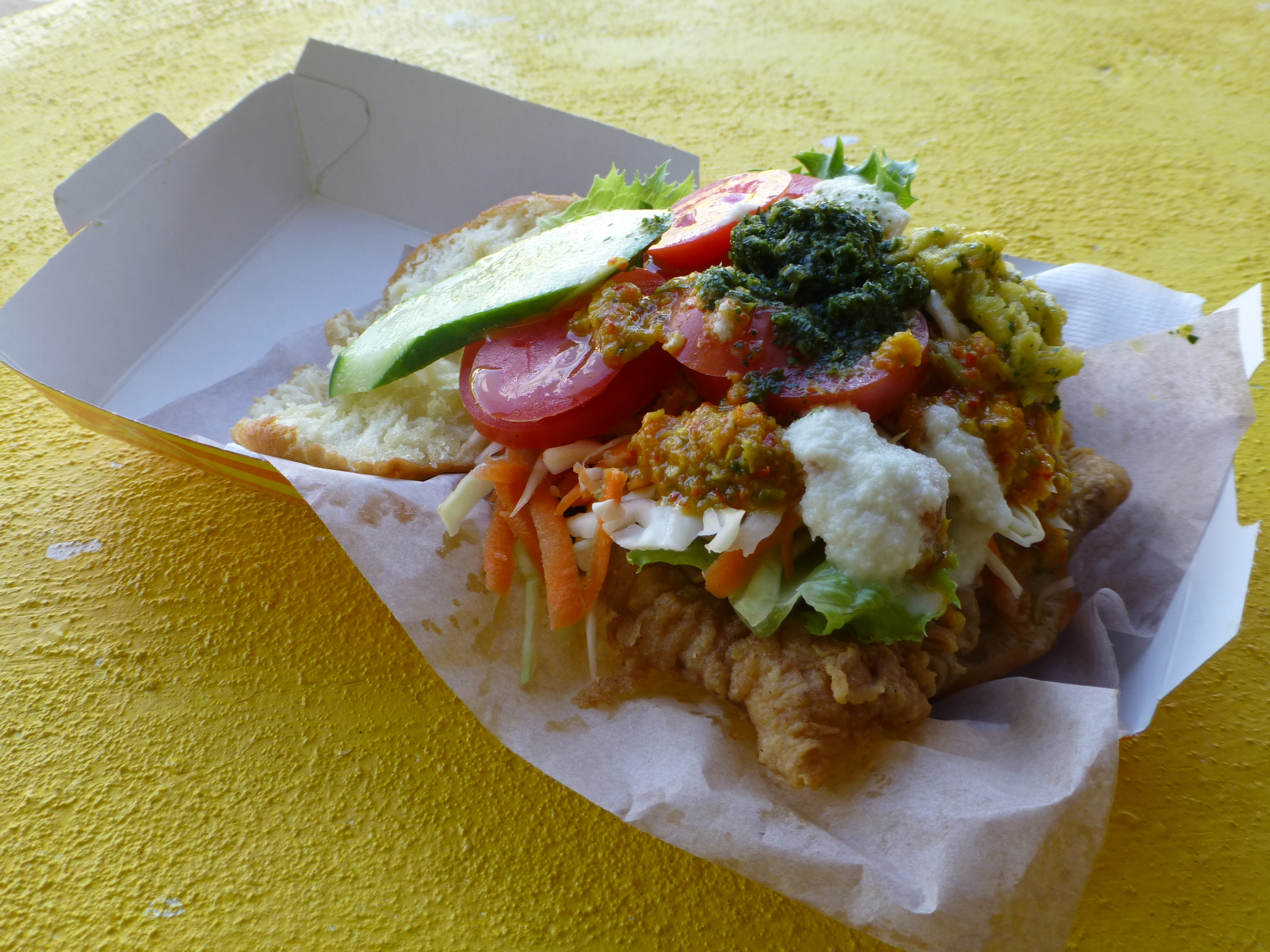
Bake & shark

ベイク&シャーク（Bake and Shark）は、トリニダード・トバゴの料理。揚げパンにサメ肉のフライを挟んだ伝統的なファーストフード。